# Hong Chul
Hong Chul (17 de setembro de 1990) é um futebolista sul-coreano que joga pelo Gangwon FC.

## Carreira
Foi convocado para defender a Seleção Sul-Coreana de Futebol na Copa do Mundo de 2018.